# Filip Bandžak
Filip Bandžak (ur. 10 września 1983 w Pardubicach) – czeski śpiewak (baryton).

## Życiorys
Urodził się w Pardubicach w 1983 roku. W latach 2006–2010 wygrał kilka konkursów wokalnych.

## Filmografia[1]
| Rok  | Tytuł oryginalny | Tytuł polski    | Rola                       |
| 2011 | Čertova nevěsta  | Zaklęta w widmo | Sułtan (jako Filip Banžak) |